# Xiphophyllum latipenne
Xiphophyllum latipenne är en insektsart som beskrevs av Max Beier 1960. Xiphophyllum latipenne ingår i släktet Xiphophyllum och familjen vårtbitare. Inga underarter finns listade i Catalogue of Life.